# Pax (Virginia Occidental)
Pax es un pueblo ubicado en el condado de Fayette en el estado estadounidense de Virginia Occidental. En el Censo de 2010 tenía una población de 167 habitantes y una densidad poblacional de 214,93 personas por km².

## Geografía
Pax se encuentra ubicado en las coordenadas 37°54′35″N 81°15′53″O / 37.90972, -81.26472. Según la Oficina del Censo de los Estados Unidos, Pax tiene una superficie total de 0.78 km², de la cual 0.78 km² corresponden a tierra firme y (0%) 0 km² es agua.

## Demografía
Según el censo de 2010, había 167 personas residiendo en Pax. La densidad de población era de 214,93 hab./km². De los 167 habitantes, Pax estaba compuesto por el 100% blancos, el 0% eran afroamericanos, el 0% eran amerindios, el 0% eran asiáticos, el 0% eran isleños del Pacífico, el 0% eran de otras razas y el 0% pertenecían a dos o más razas. Del total de la población el 1.2% eran hispanos o latinos de cualquier raza.